# Ophiomyia crepidula
Ophiomyia crepidula este o specie de muște din genul Ophiomyia, familia Agromyzidae, descrisă de Mitsuhiro Sasakawa în anul 1993. Conform Catalogue of Life specia Ophiomyia crepidula nu are subspecii cunoscute.